# ثقب دودي

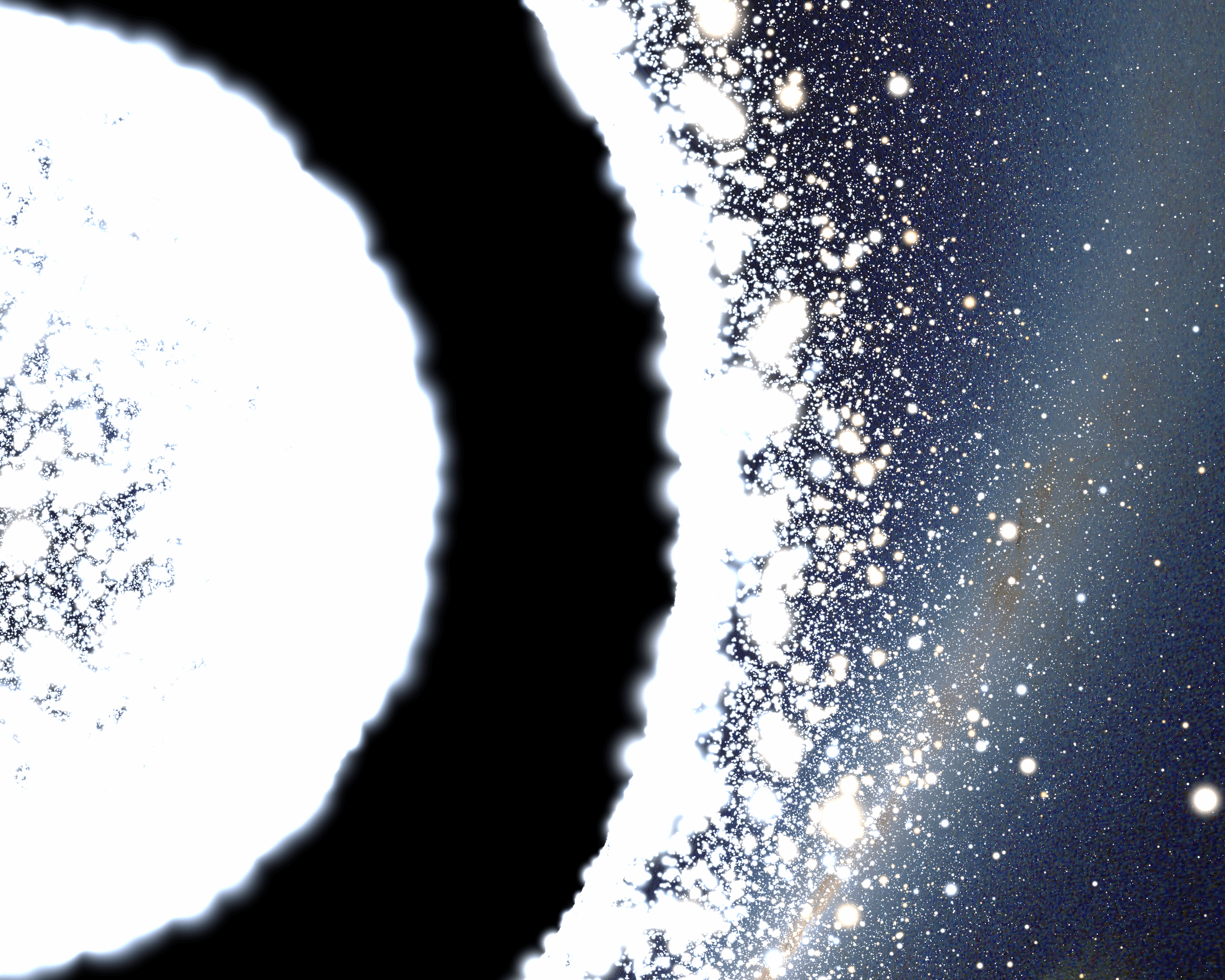
ثقب دودي

الثقب الدودي (بالإنجليزية: wormhole)‏ هي في الحقيقة ممرات دودية تخيلية موجودة داخل الثقوب السوداء لكنها حتى الآن أسيرة النظرية الرياضية، فهي لم ترصد بأي طريقة وذلك لصعوبة الكشف عن ما يحويه الثقب الأسود. و كما ذكر في النظرية التي طرحتها فهي قد تسمح للمسافر في أحدها بأن يخرج إلى كون آخر أو زمن آخر فهي ممرات كونزمنية وربما تتصل بالثقوب البيضاء من الطرف الآخر منها.
يُعرف الثقب الدودي أيضا باسم جسر آينشتاين-روزين  ، هو خاصية طوبوغرافية افتراضية من الزمكان التي من شأنها أن تكون في الأساس «اختصارا» من خلال الزمكان. والثقب هو مثل الكثير من الأنفاق مع وجود طرفين كل في نقطة منفصلة في الزمكان.
إن التعريف المبسط للثقب الدودي كما يمكن تصوره في السطح الفضائي ثنائي الأبعاد (2D)، في هذه الحالة، فإن الثقب يمكن تصويره على سطح 2D من الأنبوب الذي يربط أجزاء مختلفة من السطح. أفواه الثقب هي مماثلة لثقوب على طرفي الأنبوب في طائرة 2D. فإن وجود الثقوب الفعلية تكون مماثلة لهذا ولكن مع الأبعاد المكانية التي يثيرها والتي يمكن أن تكون على غرار تمثيل رياضي حتى إذا وجدنا من المستحيل تصورها. على سبيل المثال، بدلاً من الثقوب الدائرية على متن طائرة 2D، يمكن لأفواه الثقوب الحقيقية أن تكون شبيهة بالكرات في الفضاء ثلاثي الأبعاد.
إن الباحثين لا يملكون أي أدلة لرصد الثقوب الدودية، ولكن معادلات النظرية النسبية العامة لها حلول صالحة لوجود هذهِ الثقوب. وبسبب قوة أدلة الثقوب من الناحية النظرية، وكلمة الثقب هي واحدة من الاستعارات في الفيزياء الكمية لتدريس نظرية النسبية العامة. وكان النوع الأول من كشف حل معضلة الثقب هو الثقب شوارزشيلد، الذي من شأنه أن يكون موجوداً في شوارزشيلد متري تصف حالة الثقب الأسود الأبدية، ولكن تبين أن هذا النوع من الثقب سينهار جدا بسرعة عن أي شيء لعبور واحدة من النهاية إلى نهاية أخرى. إن الثقوب التي يمكن أن تكون في الواقع قد عبرت في كلا الاتجاهين، والمعروفة باسم الثقوب بالسفر إليه أو عبره، لن يكون ممكناً إلا إذا كانت المسألة الغريبة مع كثافة الطاقة سلبية فيمكن أن تستخدم لتحقيق الاستقرار لها.
في تأثير كازيمير ما يدل على أن نظرية الحقل الكمومي تسمح لكثافة الطاقة في مناطق معينة من الفضاء أن تكون سلبية نسبياً مقارنة بالطاقة الكهربائية العادية، ولقد ثبت أنه من الناحية النظرية أن نظرية الحقل الكمومي تسمح للحالات حيث الطاقة يمكن أن تكون تعسفا سلبية عند نقطة معينة. العديد من الفيزيائيين مثل ستيفن هوكينغ،  كيب ثورن, وآخرين وبالتالي القول بأن هذه الآثار قد تجعل من الممكن تحقيق الاستقرار في الثقب المراد السفر إليه أو عبره. ولم يتم العثور على أي عملية في الفيزياء الطبيعية التي يمكن توقعها لتشكيل الثقب بشكل طبيعي في سياق نظرية النسبية العامة، على الرغم من أن رغوة الكم تستخدم أحيانا فرضية تشير إلى أن الثقوب الصغيرة قد تظهر وتختفي من تلقاء نفسها في مقياس بلانك،  والإصدارات المستقرة من مثل هذه الثقوب قد اقترحت كما في مرشحى المادة المظلمة . كما تم اقتراح أنه إذا كان الثقب صغيرا والذي استقر مفتوحا من قبل
سلسلة كونية سلبية شاملة قد ظهرت في وقت من الانفجار الكبير، كان يمكن أن تكون قد تضخمت إلى حجم نطاق ماكرو من قبل التضخم الكوني.

## للإستزادة
- فتوحات جديدة في فيزياء الدفع
- قوة دفع المركبة الفضائية